# Генрі Адамс
Генрі Адамс (англ. Henry Adams; 1813, Ґоспорт, Англія — 1877, там же) — англійський натураліст і конхіолог.
У 1858 році разом зі своїм братом Артуром Адамсом (1820—1878) видав тритомну працю «Genera of recent Mollusca arranged according to their organisation» («Роди сучасних молюсків, впорядковані відповідно до їх організації»), що дав початок новому напрямку в класифікації молюсків. Крім молюсків в сучасному розумінні, в книзі розглядаються плеченогі і покривники.